# Société psychanalytique de recherche et de formation
La Société psychanalytique de recherche et de formation est une association de psychanalyse créée en 2005, adhérente de l'Association psychanalytique internationale.

## Présentation

Le mouvement psychanalytique en France, entre 1926 et 2006.

En 2005, d'anciens membres du Quatrième Groupe fondent la Société psychanalytique de recherche et de formation (SPRF) et adhèrent à l'Association psychanalytique internationale (API) en tant que groupe d’étude (study group). La SPRF est reconnue comme la troisième société française affiliée à l'API, reconnue composante de l'API depuis le Congrès de Boston en 2015.
La SPRF fait partie du Groupe de Contact créé à l'occasion du débat politique sur l'amendement Accoyer et le statut de la psychanalyse et des psychanalystes.

## Publications
- Revue Esquisse(s), cofondée en 2008 par S. Bobbé, C. Silvestre, J-C. Stoloff, D. Zaoui, A. Nastasi[4].